# Preslava (cantora)
Petya Koleva Ivanova (em búlgaro:  Петя Колева Иванова) (Dobrich, Bulgária - 26 de junho de 1984), mais conhecida pelo seu nome artístico Preslava é uma cantora búlgara do estilo pop-folk.

## Biografia
Preslava nasceu em Dobrich, Bulgária, sendo a filha mais nova do casal Kolyo e Yanka. Possui uma irmã três anos mais velha, Ivelina Koleva, que também é cantora de música popular da gravadora Payner. Preslava é formada em educação musical na especialidade canto popular pela escola "St. Kliment Oxridski" de Dobrich e também toca violino

## Carreira
Preslava iniciou sua carreira ao lado de Milko Kalayjhiev, considerado seu descobridor. Com ele a cantora grava o dueto "Nezhen Reket" que foi lançado na primavera de 2004. Até então a cantora não usava seu nome artístico, se apresentando apenas como Petya. Logo em seguida grava sua primeira música solo, "Tazi Nosht Bezumna" e pouco depois lança o primeiro álbum de sua carreira intitulado "Preslava". Deste trabalho se destacam canções como "Nyamash Sartse", "Gorchivi Spomeni", "Mili Moy" e "Duma Za Vyarnost".
Já em 2005 Preslava recebe o prêmio 'Début de 2004' no "IV Prêmio Anual Planeta TV". Preslava lança o que seria o seu primeiro grande sucesso, "Dyavolsko Zhelanie", recebendo boa aceitação pelo público. Ela foi convidada a participar do "Planeta Prima 2005", uma turnê de verão do Planeta Payner. Logo é lançado um novo disco, "Dyavolsko Zhelanie" onde se destacaram as canções "Finalni Dumi", "Nyamam Pravo", "Bezrazlichna", bem como a canção principal, que dá nome ao disco.
Em 2006 Preslava recebe os prêmios 'Intérprete Mais Promissora de 2005' e 'Canção de 2005' (por "Dyavolsko Zhelanie") no "V Prêmio Anual Planeta TV". É lançada a música "I Kogato Samne" que acaba se tornando um grande hit. Preslava se tornou garota propaganda do licor de mástique "Karnobatska" e lançou o jingle comercial "Preday Se Na Zhelanieto", obtendo grande sucesso na Bulgária, e mais uma vez ela participa da turnê de verão onde ela se apresenta com a canção "Parvi V Sartseto", um dueto com Boris Dali. Depois de sucessos como "Zaklevam Te" e "Umorih Se", Preslava alcança o topo das paradas com o álbum "Intriga", cuja música de trabalho "Lazha E", um rock, se estabelece como um dos sucessos mais emblemáticos de sua carreira.
Preslava inicia o ano de 2007 com uma música do seu último disco, chamada "Nishto Drugo". Na cerimônia do "V Prêmio Anual Planeta TV" ela vence as categorias ‘Cantora de 2006’ e ‘Canção de 2006’ (por"I Kogato Sumne"). Pouco tempo depois Preslava participa mais uma vez do comercial do licor "Karnobatska" lançando uma continuação da música da primeira campanha, chamada "Preday Se Na Zhelanieto 2". Preslava novamente participa da turnê de verão onde lança a música "Mazh Na Horizonta". O ano de 2007 pode ser considerado o de maior sucesso para Preslava: ela emplaca o hit "Moyat Nov Lyubovnik" e recebe o disco de ouro pela vendagem de seu novo disco "Ne Sam Angel", onde maioria de suas músicas se tornaram hit, sendo que também foram gravados videoclipes da canção principal e de "Posleden Adres".
Como nos anos anteriores, 2008 começa com novos prêmios para Preslava: 'Cantora de 2007' e também 'Canção de 2007' (por "Lazha E"). Preslava lança a música "Ostavi Mi", que representaria a Bulgária no Festival Eurovisão da Canção 2008, o que acabou por não se realizar. Preslava aparece mais uma vez entre as estrelas na turnê "Planeta Derby Plus 2008", sendo ela a responsável pelo encerramento das apresentações. Até o final daquele ano ela ainda lançaria duas canções acompanhadas de videoclipes: "Novata Ti" e "Ot Dobrite Momicheta".
No "VII Prêmio Anual Planeta TV" Preslava vence as categorias 'Cantora de 2008', 'Álbum de 2008' (por "Ne Sam Angel"; embora lançado em 2007 seria o mais vendido até 2008) e 'Melhor Interpretação Artística Em Vídeo' (pelo clipe "Novata Ti"). Preslava também foi convidada para o festival "Montefolk" em Montenegro onde recebeu o prêmio de "Maior Estrela Búlgara" obtendo 90% dos votos; na cerimônia Preslava apresentou a canção "Chervena Tochka". 
Em 2009 Preslava participa por uma semana do "VIP Brother 3", o Big Brother búlgaro das celebridades. Duas novas canções são lançadas: seu segundo dueto com Boris Dali, "Barzo Li Govorya" e também "Zle Razpredeleni". Na turnê de verão a cantora apresenta os novos hits "Pazi Se Ot Priyatelki" e "Fenomen" que lembra seu mega hit "Lazha E". Depois de dois anos Preslava lança o álbum "Pazi Se Ot Priyatelki". Até o final de 2009 ela ainda lançaria dois duetos com o cantor Konstantin: "Useshtane Za Zhena" e "Ne Mi Prechi".
No início de 2010, pela quarta vez consecutiva Preslava recebe o prêmio de ‘Cantora de 2009’. Outros prêmios viriam no "VIII Prêmio Anual Planeta TV" como ‘Álbum de 2009’ e ‘Dueto de 2009’ ("Ne Mi Prechi"); a música "Dishay" é lançada obtendo certo sucesso. Naquele ano Preslava anunciou que não lançaria qualquer música exceto canções que tivessem potencial de se tornarem grandes hits, portanto em 2010 Preslava lança apenas três músicas: "Piya Za Tebe", um dueto desta vez com a cantora Elena, que seria um dos grandes sucessos daquele verão, "Zhenite Sled Men" e "Mrasno I Poleka".
A primeira música lançada na Bulgária no ano de 2011 foi a canção de Preslava "Kak Ti Stoi", que foi ao ar às 01h00. A canção foi composta pelo cantor, compositor e produtor romeno Costi Ioniță, quem compôs a maioria dos sucessos dos cantores dos Bálcãs em 2011. Em busca de sua projeção internacional, no mesmo ano Preslava lança uma versão em inglês de "Kak Ti Stoi" intitulada "I Can't Deny". Preslava ainda grava uma música com a cantora Galena, "Hayde, Otkazhi Me", cujo videoclipe fora filmado Dubai .
Em 2012 Preslava se apresenta na TV búlgara com a música "Ludata Doyde" em 24 de abril e o videoclipe oficial é lançado no dia 15 de maio, após quase 10 meses sem lançar nenhum vídeo. No mesmo mês a imprensa búlgara anuncia que a cantora parte para os Estados Unidos para uma turnê de cinco dias entre os dias 31 de maio de 4 de junho, se apresentando primeiramente em Atlanta, depois em Chicago apresentando dois shows entre os dias 1º e 2 de junho; Nova Iorque no dia 3, sendo sua última apresentação em Las Vegas.

## Discografia
- 2004 - Preslava
- 2005 - Dyavolsko Zhelanie
- 2006 - Intriga
- 2007 - Ne Sam Angel
- 2009 - Pazi Se Ot Pryatelki
- 2011 - Kak Ti Stoi

## Turnês
- Planeta Prima 2005
- Planeta Prima 2006
- Planeta Derby 2007
- Planeta Derby Plus (2008)
- Planeta Derby 2009
- Planeta Derby 2010